# Плоче завјета
Плоче завјета или плоче свједочанства (од хебр. לוּחוֹת הַבְּרִית‏), лухот а-брит) двије су камене плоче на којима је, према Библији, било исписао Десет Божјих заповјести.

## Закључивање завјета
Према Петокњижју, плоче завјета Бог је Мојсију на Синајској гори. Десет заповјести („…закон и заповијести, које сам написао….” (Изл. 24:12)) било је уклесано у плоче „с обје стране, отуд и одовуд писане. И бјеху плоче дјело Божије, и писмо бјеше писмо Божије” (Изл. 32:15—16). Мојсије је сломио ове плоче када је видио људе који се клањају златном телету (Изл. 32:19). Послије тога, по Божјој заповјести, Мојсије је исклесао нове плоче из камена и попео се са њима на планину други пут (Изл. 34:1—4). На тим плочама Бог је по други пут исписао истих десет заповјести (Пнз. 10:1—5). Плоче завјета називају се још и плочама свједочанства (Изл. 34:29), јер оне свједоче о завјету који је Бог склопио са народом Израиљским.
Склапање завјета са јеврејским народом одвијало се у три етапе.
1. Мојсије се попео на Синајску гору и Бог му је објавио првих Десет заповјести. 
И сав народ видје гром и муњу и трубу гдје труби и гору гдје се дими; и народ видјевши то узмаче се и стаде издалека, И рекоше Мојсију: говори нам ти, и слушаћемо; а нека нам не говори Бог, да не помремо. А Мојсије рече народу: не бојте се, јер Бог дође да вас искуша и да вам пред очима буде страх његов да не бисте гријешили. И народ стајаше издалека, а Мојсије приступи к мраку у којем бјеше Бог.— Изл. 20:18—21
2. Затим се Мојсије по други пут пење на гору, гдје добија још много упутстава, нарочито детаљан опис како и од чега треба да се направи ковчег завјета, у коме потом треба да се чувају плоче.
И рече Господ Мојсију: попни се к мени на гору, и остани овдје, и даћу ти плоче од камена, закон и заповијести, које сам написао, да их учиш. Тада уста Мојсије с Исусом, који га служаше, и изађе Мојсије на гору Божију. А старјешинама рече: сједите ту док се вратимо к вама; а ето Арон и Ор с вама; ко би имао што, нека иде к њима. И отиде Мојсије на гору, а облак покри гору. И бијаше слава Господња на гори Синајској, и облак је покриваше шест дана; а у седми дан викну Мојсија испред облака. И слава Господња бјеше по виђењу као огањ који сажиже на врх горе пред синовима Израиљевим. И Мојсије уђе усред облака, и попе се на гору; и оста Мојсије на гори четрдесет дана и четрдесет ноћи.— Изл. 24:12—18
И даље: „И изговоривши ово Мојсију на гори Синајској, даде му двије плоче свједочанства, плоче камене писане прстом Божијим” (Изл. 30:18).
Силазећи с горе, затекао је људе како се клањају златном телету и сломио плоче. Левити су се приклонили Мојсију и убили све који су заговарали идеју о телету.
3. Послије ових дешавања, Господ се поново обратио Мојсију:
У то вријеме рече ми Господ: истеши двије плоче од камена као што бјеху прве, и изиди к мени на гору, и начини ковчег од дрвета. И написаћу на тијем плочама ријечи које су биле на првијем плочама што си разбио, па ћеш их метнути у ковчег. Тако начиних ковчег од дрвета ситима, и истесах двије плоче од камена, као што бјеху прве, и изидох на гору с двјема плочама у руку. И написа на тијем плочама што бјеше прво написао, десет ријечи, које вам изговори Господ на гори исред огња на дан збора вашега; и даде ми их Господ. И вратив се сиђох с горе, и метнух плоче у ковчег који начиних, и осташе ондје, као што ми заповједи Господ.— Пнз. 10:1—5
Представљање плоча је преломни тренутак у историји народа. Вјерује се да је од тог тренутка закључен савез између Бога и јеврејског народа. Према талмудској традицији, овај догађај се одвио 10. тишреја по јеврејском календару, истог дана када се према Библији славио Дан помирења (Јом кипур), један од најсветијих јеврејских празника.
Пошто су заповјести успоставиле завјет, врло је могуће, да су оне урезане на обје плоче. То се може упоредити са дипломатским уговорима Старог Египта, када је свака страна добијала свој примјерак.